# Arroyo de las Flores (Arroyo de las Víboras)
Der Arroyo de las Flores, auch als Arroyuelo de las Flores bezeichnet, ist ein im Südwesten Uruguays gelegener kleiner Flusslauf.
Er entspringt einige Kilometer ostnordöstlich von Agraciada bzw. südsüdwestlich von Cañada Nieto auf dem Gebiet des Departamento Colonia nahe der Grenze zum Nachbardepartamento Soriano. Wenige hundert Meter hinter seiner Quelle unterquert er die Ruta 12 und fließt in südliche bzw. südsüdwestliche Richtung. Er mündet als rechtsseitiger Nebenfluss in den Arroyo de las Víboras.